# 붓꽃과
붓꽃과(--科, 학명: Iridaceae 아이리다케아이[*])는 비짜루목의 과이다. 열대에서 온대에 걸쳐 약 70속의 1,500종 가량이 분포하며, 한국에는 붓꽃·꽃창포·제비붓꽃·범부채·사프란 등의 4속 17종이 자란다. 글라디올러스·프리지어 등과 같이 관상용으로 재배되는 종류도 많이 있다. 여러해살이풀로서 잎은 가늘고 긴 칼 모양이며 꽃은 방사대칭 또는 좌우대칭의 양성화이다. 한편, 꽃덮이조각은 6개로 꽃잎 모양을 하고 있는데 안팎에 2열로 배열되며, 꽃이 진 뒤에 꽃통부는 씨방에 붙는다. 3개의 수술이 있다. 씨방은 하위로 보통 3개의 방을 가지는데 그 안에는 많은 수의 씨가 만들어진다. 열매는 3개의 모서리를 가지며 익으면 벌어지게 된다.

## 하위 분류
- 까락붓꽃아과(Aristeoideae Vines)
- 니븐붓꽃아과(Nivenioideae Wern.Schulze ex Goldblatt)
- 땅붓꽃아과(Geosiridoideae Goldblatt & J.C.Manning)
- 보라별붓꽃아과(Isophysidoideae Takht. ex Thorne & Reveal)
- 붓꽃아과(Iridoideae Eaton)
- 크로커스아과(Crocoideae Burnett)
- 패터슨붓꽃아과(Patersonioideae Goldblatt & J.C.Manning)